# Tigranocerta dell'Artsakh
Tigranocerta dell'Artsakh (in lingua armena Արցախի Տիգրանակերտ, Arts'akhi Tigranakert) è una città armena in rovina risalente al periodo ellenistico. È una delle numerose città dell'altopiano armeno che riportano lo stesso nome dedicato al re armeno Tigrane il Grande (r. 95–55 B.C.).
Alcuni studiosi, quali Robert Hewsen e Babken Harutyunyan, hanno ipotizzato che la città sia stata fondata da Tigrane I, padre di Tigrane il Grande (tra il 13 e il 95 a.C. circa.).
Essa occupa un'area di cinquanta ettari e si trova nel distretto di Ağdam dell'Azerbaigian (nell'ex regione di Martakert della repubblica dell'Artsakh), circa quattro chilometri a sud del fiume Khachenaget.

## Storia
Nel settimo secolo si hanno le prime notizie del sito da fonti che riferiscono in realtà anche di due altre città con tale nome nella provincia armena di Utik.
 Archeologi e storici hanno datato la fondazione della prima intorno al 120-80 a.C. durante il regno di Tigrane I o di suo figlio e successore Tigrane il Grande. Le rovine della seconda non sono state ancora scoperte ma la città doveva sorgere nel distretto di Gardman, attuale Artsakh del Nord.
Dopo la scomparsa  del toponimo nel Medioevo, il nome della città è stato conservato e utilizzato continuamente nella tradizione geografica locale con le varianti Tngrnakert, Tarnakert, Taraniurt, Tarnagiurt, and Tetrakerte.

## Scavi
Gli scavi di Tigranocerta in Artsakh, adagiata sulle pendici del monte Vankasar, sono iniziati nel marzo 2005 allorché furono individuati i primi resti. Una spedizione, guidata da Hamlet Petrosyan dell'Accademia armena delle Scienze, ha evidenziato che la città aveva una cittadella, un centro dedicato al commercio, ampie periferie e un cimitero fuori le mura. Nel corso delle campagne di scavo sono venuti alla luce due muri principali di difesa e torri in stile ellenistico nonché una basilica armena databile fra il V e il VII secolo. Nelle parti meridionali e centrali c'erano orti e frutteti irrigati dai corsi d'acqua della zona. Nel 2008, gli archeologici hanno dovuto temporaneamente sospendere gli scavi a causa della mancanza di fondi poi reperiti dalle autorità della repubblica che ha creato nello stesso anno il parco naturale-archeologico di Tigranocerta.
Nel 2010 un museo dedicato allo studio e alla conservazione dei reperti è stato inaugurato nei pressi della città (in rovina) di Ağdam (oggi Akna).

## Galleria d'immagini

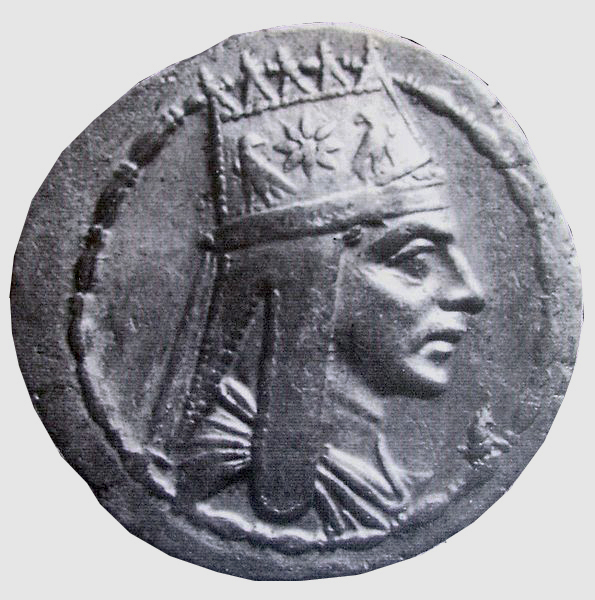
Tigrane il Grande  (140 – 55 BC)
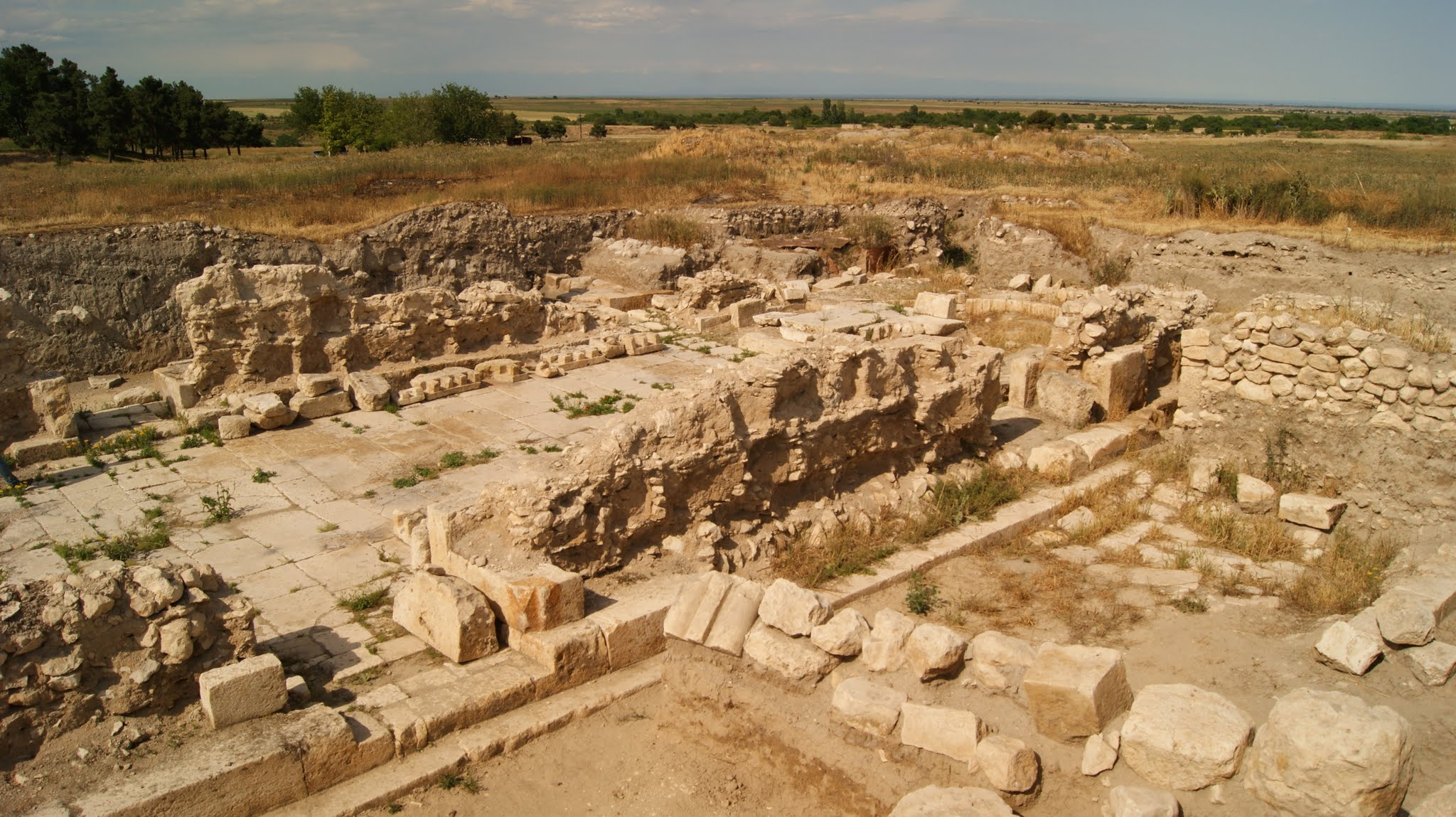
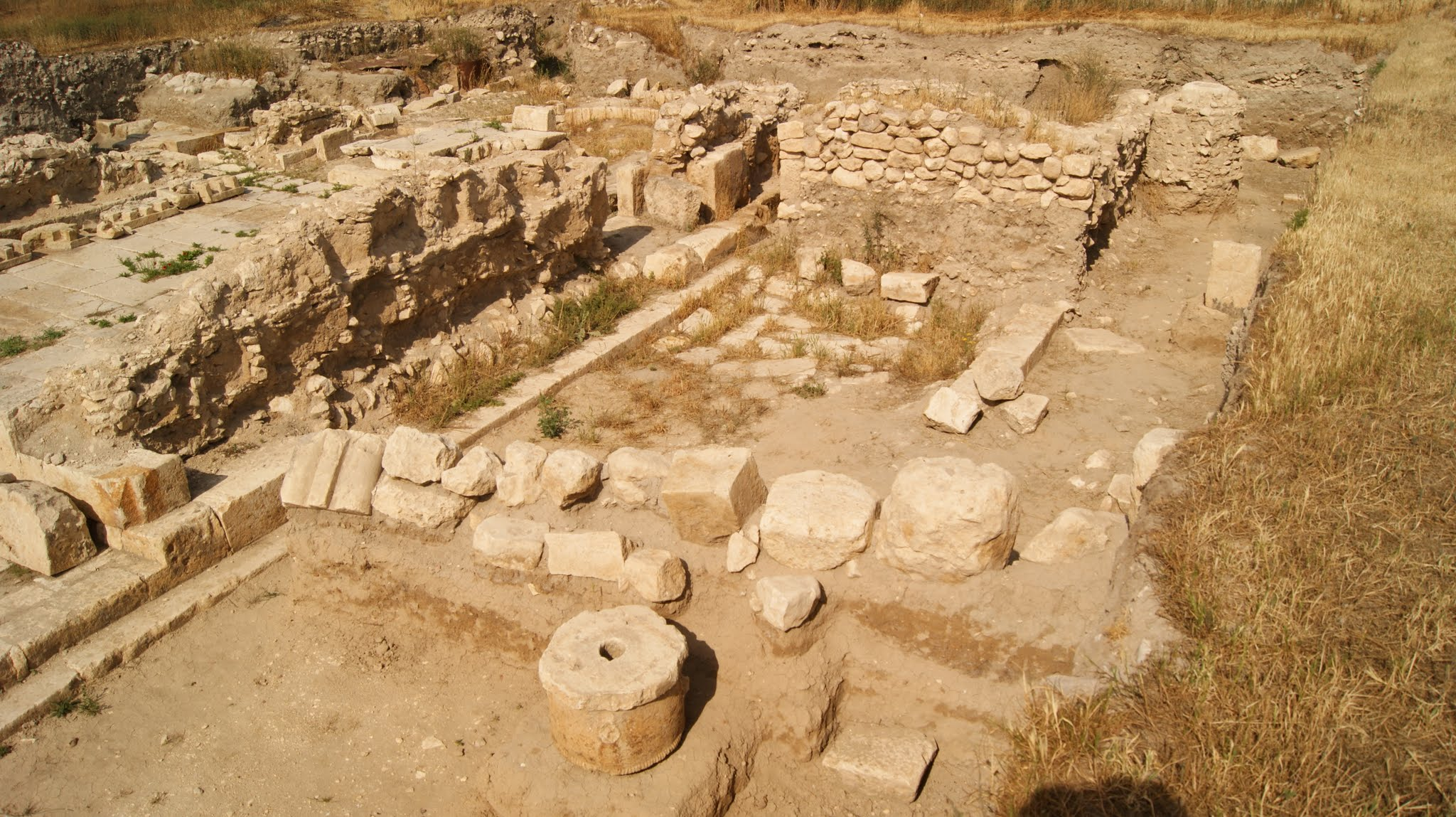
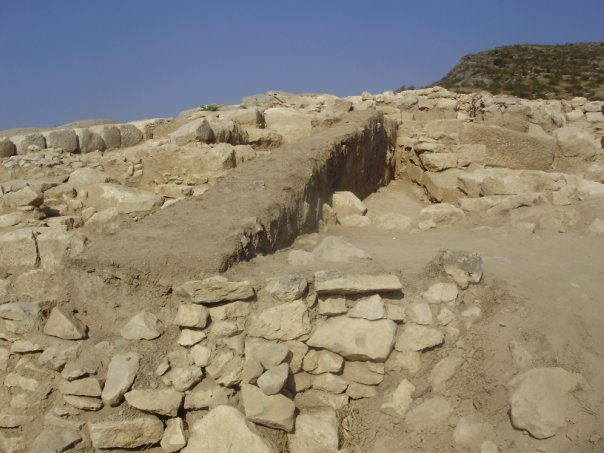
Parte delle mura di difesa della città
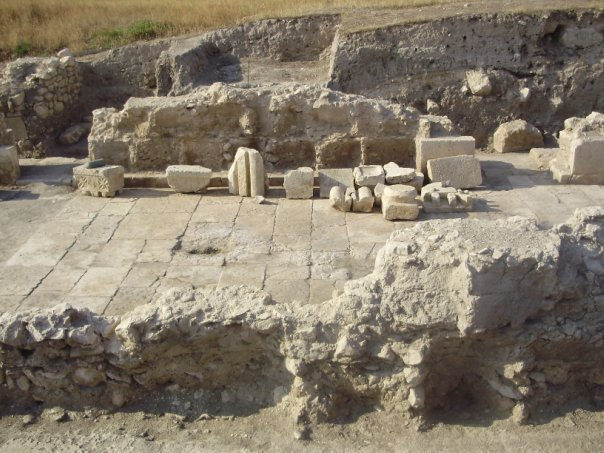
Così detto "Borgo basso"
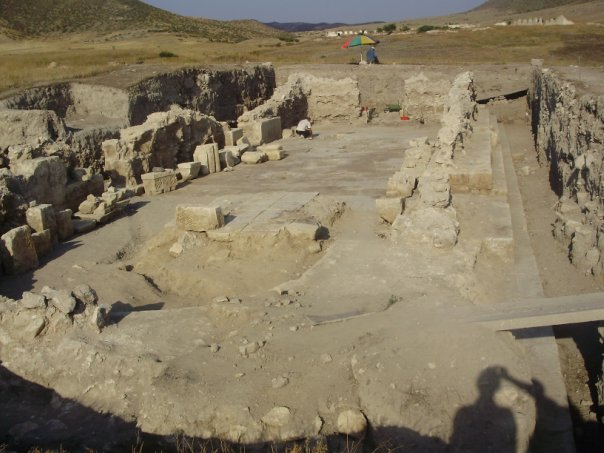
Parte del Borgo basso
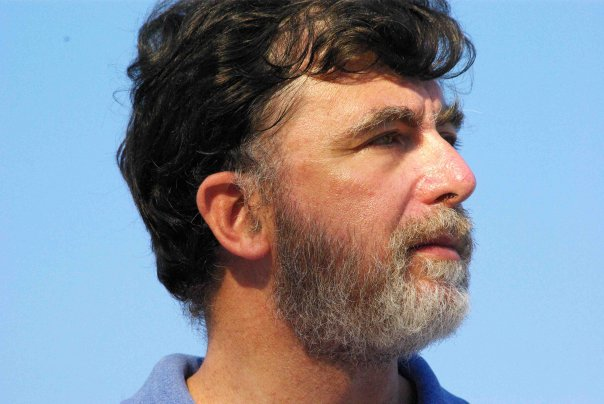
Prof. Giusto Traina, storico italiano che ha lavorato nel team che ha scoperto Tigranocerta di Artsakh